# Острова Дьюк-оф-Глостер
Острова Дьюк-оф-Глостер (фр. îles du Duc de Gloucester) — группа островов в юго-западной части архипелага Туамоту (Французская Полинезия). Расположена в 480 к юго-востоку от острова Таити. Административно входит в состав коммуны Хао.

## География
Включает в себя атоллы:
| № | Остров      | Площадь, км² | Площадь лагуны, км² | Население, чел. (2007) | Плотность, чел./км² | Координаты                       |
| - | ----------- | ------------ | ------------------- | ---------------------- | ------------------- | -------------------------------- |
| 1 | Ануанураро  | 2,2          | 7,4                 | необитаем              | —                   | 20°25′ ю. ш. 143°31′ з. д.       |
| 2 | Ануанурунга | 7            | 2,5                 | необитаем              | —                   | 20°38′ ю. ш. 143°19′ з. д.       |
| 3 | Нукутепипи  | 5,6          | 2,2                 | необитаем              | —                   | 20°42′ ю. ш. 143°30′ з. д.       |
| 4 | Херехеретуэ | 4            | 23                  | 58                     | 14,50               | 19°52′ ю. ш. 144°58′ з. д.       |
|   | Всего       | 18,8         | 35,1                | 58                     | 3,09                | 20°33′54″ ю. ш. 143°17′46″ з. д. |

## История
Группа была открыта в 1767 году англичанином Филиппом Картеретом.